# Список керівників держав 1170 року

## Азія

### Західна Азія
- Аббасидський халіфат — халіф Аль-Мустанджід Біллах (1160—1170)
- Анатолійські бейлики —
  - Артукіди —
    - Хасанкейф — емір Мухаммад ібн Кара-Арслан (1167—1185);
    - Мардін — Алпи Наджм ад-дін (1152—1176)

  - Данішмендиди — Шамс ад-Дін Ісмаїл, мелік (в Сивасі) (1166—1172)
  - Іналогуллари — емір Махмуд (1142—1183)
  - Менгджуки (Менгучегіди) — бей Фахр ад-дін Бахрам-шах (1155—1218)
  - Салтукіди — емір Мухаммад Насір ад-дін (1168—1189)
  - Шах-Арменіди  — бей Сукман II Насир ад-дін (1128—1185)
- Антіохійське князівство — князь Боемунд III (1163—1201)
- Єрусалимське королівство — король Аморі I (1162—1174)
- Зангіди — Кутб ад-Дін Мавдуд, емір Масула (1149—1170); Нур ад-Дін Махмуд, атабек Алеппо (1146—1174)
- Конійський султанат — султан Килич-Арслан II (1156—1192)

Ємен —
- Зураїди — амір Мухаммад II (1166—1174); Абус Сюїд II (1166—1174)
- Махдіди — амір Абд ан-Набі ібн Алі (1163—1174)
- Хамданіди — султан Алі бін Хатім (1161—1174)

Кавказ
- Вірменія:
  - Кілікійське царство — князь Млех (1169 /1170 — 1174 /1175)
  - Шеддадіди (Анійський емірат) — емір Шаханшах ібн Махмуд (1164—1174)
  - Сюнікське царство — цар Гасан Геракареці (1166—1170)
- Грузія — цар Георгій III (1156—1184)
- Держава Ширваншахів — ширваншах Ахсітан I (1160—1197)

### Центральна Азія
- Газнійська держава (Афганістан) — султан Хосров Малік (1160—1186)
- Гуріди — султан Гійас уд-Дін (1163—1202)
  - Шамс уд-Дин, малік в Бамійані (1163—1192)

- Персія
  - Баванді (Табаристан) — іспахбад Хасан I (1165—1173)
  - Хазараспіди — Абу Тахір ібн Мухаммад, атабек (1148—1203)

- Середня Азія
  - Держава Хорезмшахів — хорезмшах Тадж ад-Дін Іл-Арслан (1156—1172)
  - Східно-Караханідське ханство — хан Мухаммед III Богра-хан (в Кашгарі) (1156—1180)
  - Західно-Караханідське ханство — хан Масуд-хан (1163—1178)
- Сельджуцька імперія —
  - Дамаський емірат — емір Нур ад-Дін Махмуд, емір (1154—1174)
  - Іракський султанат — султан Арслан-шах (1161—1177)
  - Керманський султанат — султан Туран-шах II (1168—1174)
  - Кутб ад-Дін Мавдуд, емір Масула (1149—1170)
  - Нур ад-Дін Махмуд, атабек Алеппо (1146—1174)

### Південна Азія
- Індія
  - Західні Чалук'я — магараджа Джагадекамалла III (1164—1183)
  - Держава Хойсалів — перманаді Нарасімха I (1152—1173)
  - Династія Сена — раджа Баллала Сена (1159—1179)
  - Імперія Пала — магараджа Говіндапала (1162—1174)
  - Калачурі — раджа Сомешвара (1168—1178)
  - Качарі — цар Суражит (бл. 1155 — бл. 1180)
  - Парамара (Малава) — магараджа Віндхьяварман (1160—1193)
  - Соланка — раджа Кумарапала (1143—1173)
  - Чандела — раджа Парамарді (1165—1203)
  - Чола — магараджа Раджараджа Чола II (1150—1173)
  - Ядави (Сеунадеша) — магараджа Калія Баллала (1165—1173)

- Шрі-Ланка
  - Полоннарува — цар Паракрамабаху I (1153—1186)

### Південно-Східна Азія
- Кхмерська імперія — імператор Трібхуванадітьяварман (1166—1177)
- Дайков'єт — імператор Лі Ан Тонг (1138—1175)
- Далі (держава) — король Дуань Чженсін (1147—1171)
- Паган — король Наратхейнкха (1170—1173)
- Чампа — князь Джая Індраварман IV (1167—1190)
- Індонезія
  - Сунда — магараджа Дармакусумах (1156—1175)

### Східна Азія
- Японія — Імператор Такакура (1168—1180)
- Китай (Імперія Сун) — імператор Сяо-цзун (Чжао Шень) (1162—1189)
  - Західне Ся — імператор Жень-цзун (Лі Женьсяо) (1139—1193)
  - Каракитайське ханство (Західне Ляо) — Єлюй Пусувань, імператриця (1163—1177)
  - Цзінь — імператор Ваньянь Улу (Ши-цзун) (1161—1189)
- Корея
  - Корьо — ван Ийджон (1146—1170); Мьонджон (1170—1197)

## Африка
- Альмохади — халіф Абу Якуб Юсуф (1163—1184)
- Аксум (Ефіопія) — імператор Наакуето Лааб (1159—1207)
- Гана — цар Бірама (1160—1180)
- Імперія Гао — дья Бере Фолоко (бл. 1140 — бл. 1170)
- Кілва — султан Давуд ібн Сулейман (1131—1170)
- Мукурра — цар Моїсей (бл. 1158 — бл. 1174)
- Фатімідський халіфат — халіф Аль-Адід Лідініллах (1160—1171)
- Канем — маї Бірі I (1150—1176)
- Нрі — езе Буїфе (1159—1259)

## Європа

### Британські острови
- Шотландія — король Вільгельм I Лев (1165—1214)
- Англія — король Генріх II Плантагенет (1154—1189)
- Уельс:
  - Гвінед — король Оуайн ап Гріфід (1137—1170)
  - Дехейбарт — король Ріс ап Гріфід (1155—1197)
  - Королівство Повіс — король Гріфід Майлор, Повіс Вадога (1160—1191); Оуайн Ківейліог, король Повіс Венвінвіна (1160—1195)

### Північна Європа
- Данія — король Вальдемар I Великий (1157—1182)
- Ірландія — верховний король Руайдрі Уа Конхобайр (1166—1183)
  - Айлех — король Ніалл мак Муйрхертах мак Лохлайнн (1167—1176)
  - Дублін — король Аскалл мак Рагнайлл (1160—1162, 1166—1170)
  - Коннахт — король Руайдрі Уа Конхобайр (1156—1183)
  - Лейнстер — король Діармайт Мак Мурхада (1126—1171)
  - Міде — король Домналл Брегах Мак Маел Сехлайнн (1169—1173)
  - Ольстер — король Магнус мак Кон Улан мак Дуйнн Слейбе (1166—1171)
  - Томонд — король Домналл Мор мак Тойрделбайг O'Брайен (1168—1194)

- Норвегія — король Магнус V (1161—1184)
- Швеція — король Кнут Ерікссон (1167—1195)

### Франція
король Франції Людовик VII Молодий (1137—1180)
- Аквітанія — Алієнора, герцогиня (1137—1204)
- Ангулем — граф Гільйом VI (1140—1179)
- Анжу — граф Генріх II Плантагенет (1151—1189)
- Бретань — герцогиня Констанція (1166—1196)
- Бургундія — герцог Гуго III (1162—1192)
- Бургундія (графство) — Беатрис I, пфальцграфиня (1148—1184)
- Вермандуа — граф Філіп Ельзаський (1167—1185)
- Макон — граф Жеро I (1155—1184)
- Невер — граф Ґі I (1168—1175)
- Нормандія — герцог Генріх II Плантагенет (1150—1189)
- Овернь — граф Гільйом VIII (1155—1182)
- Руссільйон — граф Жирар II (1164—1172)
- Тулуза — граф Раймонд V (1148—1194); Альфонс II (1148 — бл. 1175)
- Шалон — граф Гільйом II (1166—1192)
- Шампань — Генріх I, граф (1152—1181)
- Фландрія — граф Філіп I Ельзаський (1168—1185)

### Священна Римська імперія
імператор Фрідріх I Барбаросса (1155—1190)
- Баварія — герцог Генріх XII Лев (1156—1180)
- Саксонія — герцог Генріх Лев (1142—1180)
- Тюрингія — Людвіг II Залізний, ландграф (1140—1172)
- Швабія — герцог Фрідріх VI (1170—1191)

- Герцогство Австрія — Генріх II Язомирготт, герцог (1156—1177)
- Каринтія — герцог Герман (1161—1181)
- Лувен — граф Готфрід III Сміливий, граф (1142—1190)
- Лужицька (Саксонська Східна) марка — маркграф Дітріх II (1156—1185)
- Маркграфство Монферрат — маркграф Вільгельм V Старий (бл. 1136—1191)
- Мейсенська марка — маркграф Оттон II Багатий (1156—1190)

- Богемія (Чехія) — Владислав I, король Чехії (1158—1172)
  - Брненське князівство — князь Владислав I (король) (бл. 1161—1172)
  - Зноймо (князівство) — князь Конрад III Ота (бл. 1161—1191)
  - Оломоуцьке князівство — князь Фрідріх (Бедржих) (1162—1173)

- Штирія (Карантанська марка) — маркграф Отакар IV (1164—1180)
- Рейнский Пфальц — пфальцграф Конрад (1156—1195)
- Верхня Лотарингія — герцог Матьє I (1139—1176)
- Ено (Геннегау) — граф Бодуен IV (1120—1171)
- Намюр (графство) — граф Генріх I (Генріх IV Люксембурзький) (1139—1189)
- Люксембург — граф Генріх IV Сліпий (1136—1196)

- Голландія — граф Флоріс III (1157—1190)
- Савоя — граф Гумберт III (1148—1189)

### ЦентральнатаСхідна Європа
- Польща — князь-принцепс Болеслав IV Кучерявий (1146—1173)
  - Великопольське князівство — Мешко, князь (1138—1179, 1181—1202)
  - Сандомирське князівство — князь Болеслав Кучерявий (1166—1173)
  - Сілезьке князівство — князь Мешко I Плутоногий (1163—1173)
  - Мазовецьке князівство — Болеслав Кучерявий, князь (1138—1173)
  - Померанія —
    - Померанія-Деммін — Казимир I, князь (1156—1180)
    - Померанія-Штеттін — Богуслав I, князь (1156—1187)
- Рашка (Сербія) — великий жупан Стефан I Неманя (1166—1196)
  - Дукля (князівство) — жупан Михайло III Воїслав (1162—1186)
- Угорщина — король Іштван III (1162—1172)
- Київська Русь — великий князь Ізяслав Ярославич (1069—1073)
  - Волинське князівство — князь Мстислав Ізяславич (1157—1170)
  - Володимиро-Суздальське князівство — князь Андрій Боголюбський (1157—1174)
  - Галицьке князівство — князь Ярослав Володимирович Осмомисл (1153—1187)
  - Городенське князівство — князь Гліб Всеволодович (бл. 1166—1170)
  - Дорогобузьке князівство — Володимир Андрійович, князь (1150—1152, 1154—1170)
  - Новгородське князівство — князь Мстислав Ростиславич (1160—1161, 1175—1176, 1177—1178)
  - Переяславське князівство — князь Володимир Глібович (1169—1187)
  - Полоцьке князівство — князь Всеслав Василькович (1162—1167, 1167—1180)
  - Смоленське князівство — князь Роман Ростиславич (1159—1171, 1173—1174, 1176—1180)
  - Чернігівське князівство — князь Святослав Всеволодович (1164—1180)

### Іспанія,Португалія
- Ампуріас — граф Уго III (бл. 1154 — бл. 1173)
- Арагон — король Альфонсо II Цнотливий (1164—1196)
- Кастилія — Альфонсо VIII, король (1158—1214)
- Леон — король Фердинанд II (1157—1188)
- Наварра (Памплона) — король Санчо VI Мудрий (1150—1194)
- Пальярс Верхній — граф Артау (Артальдо) IV (до 1167—1182/1192)
- Пальярс Нижній — граф Арнау Міро I (1124—1174)
- Прованс — граф Альфонс I Цнотливий (1167—1173)
- Уржель — граф Ерменгол VII (1154—1184)
- Майорка (тайфа) — емір Ісхак (1156—1183)

- Португалія — граф Альфонс Енрікеш (1139—1185)

### Італія
- Венеційська республіка — дож Вітале II Мікель (1156—1172)
- Папська держава — папа римський Олександр III (1159—1181)

- Сицилійське королівство — король Вільгельм II Добрий (1166—1189)
  - Таранто — князь Вільгельм II Добрий (1157—1189)

### Візантійська імперія
- Візантійська імперія — імператор Мануїл I Комнін (1143—1180)

| Історія | Це незавершена стаття з історії. Ви можете допомогти проєкту, виправивши або дописавши її. |